# ارتم کوزلوف (بازیکن فوتبال، زاده ۱۹۹۷)
ارتم کوزلوف (اوکراینی: Артем Едуардович Козлов؛ زادهٔ ۱۰ فوریهٔ ۱۹۹۷) بازیکن فوتبال اهل اوکراین است.